# Ich bin ein Star – Holt mich hier raus!/Staffel 3
Die dritte Staffel der deutschen Reality-Show Ich bin ein Star – Holt mich hier raus! wurde vom 11. bis 26. Januar 2008 ausgestrahlt und war, mit einer Dauer von 16 Sendungen, die bis dato längste Staffel (1. Staffel: 12 Tage, 2. Staffel: 15). Die Länge dieser Staffel wurde auch für die drei folgenden beibehalten. Die Staffel wurde von Dirk Bach und Sonja Zietlow moderiert. Für die medizinische Betreuung der Teilnehmer war unter anderem der Rettungssanitäter Bob McCarron alias „Dr. Bob“ zuständig.

## Vorgeschichte
Ende August 2006 wurde bekannt, dass RTL trotz des großen Erfolgs der ersten beiden Staffeln aufgrund von hohen Produktionskosten und einer aufwändigen Produktion auch weiterhin keine Fortsetzung von Ich bin ein Star – Holt mich hier raus! plant. 2007 gab es bereits erste Gerüchte über eine weitere Staffel. RTL-Unterhaltungschef Tom Sänger verneinte jedoch im Mai 2007 Pläne für eine dritte Staffel, da nach einer solchen vorübergehenden Eventprogrammierung die Rückkehr zum normalen Programmschema für den Sender und die Zuschauer schwierig werden würde. Anfang November 2007 gab es durch die Äußerung der Designerin Barbara Herzsprung, sie möchte an der nächsten Staffel teilnehmen, erneut Gerüchte um eine Rückkehr des Formats. Schließlich bestätigte RTL offiziell am 20. November 2007 die dritte Staffel.

## Ablauf
Am 19. Januar 2008 verließ die Kandidatin Lisa Bund die Sendung und wurde aufgrund einer akuten Magenschleimhautentzündung (Gastritis) ins Krankenhaus eingeliefert. Die Entzündung war nach Angaben von RTL nicht durch die schlechte Hygiene im Camp oder durch die Prüfungen verursacht worden.
Björn-Hergen Schimpf verletzte sich bei der Prüfung am 20. Januar und bat die Zuschauer, nicht mehr für ihn anzurufen, um dem Satz „Ich bin ein Star …“ zu entgehen.
Am 22. Januar musste der Kandidat DJ Tomekk die Sendung verlassen, nachdem ein kurz vor Einzug in das Camp aufgenommenes Video bekannt geworden war, in welchem er die Hand zum Hitlergruß gehoben und die erste Strophe des Deutschlandlieds gesungen hatte. Auch nachdem DJ Tomekk den Vorfall als Witz erklärt und sich dafür entschuldigt hatte, durfte er nicht zurückkehren. In der letzten Sendung, am 26. Januar 2008, waren die letzten drei verbliebenen Kandidaten Bata Illic, Michaela Schaffrath und Ross Antony; letzterer wurde von den Zuschauern zum „Dschungelkönig“ gewählt.

## Teilnehmer

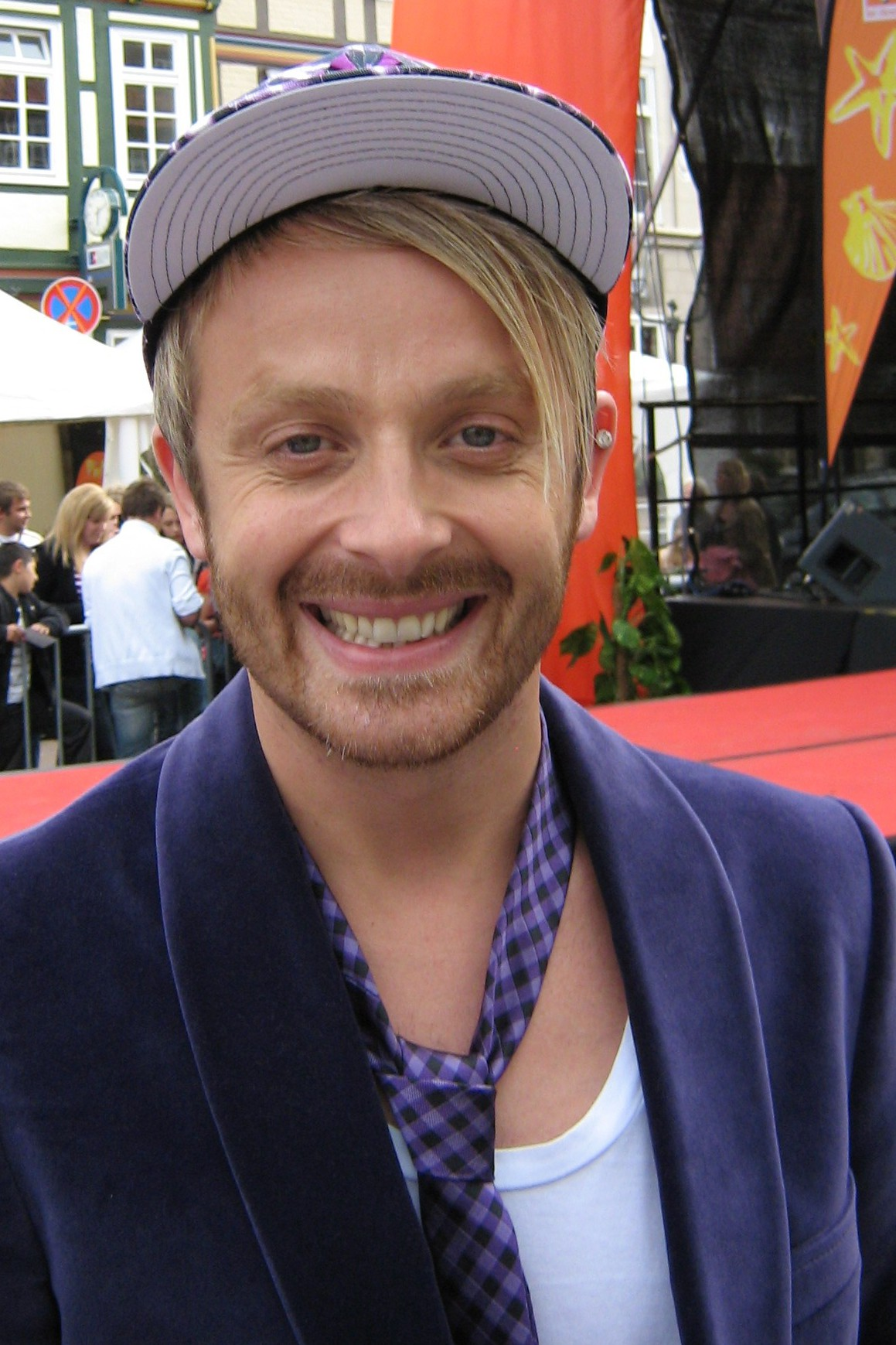
Ross Antony: Dschungelkönig der dritten Staffel

Erst am 10. Januar 2008, einen Tag vor Start der Staffel, bestätigte der Sender die Kandidaten.
| Platz | Teilnehmer           | Bekannt als                                                                             |
| ----- | -------------------- | --------------------------------------------------------------------------------------- |
| 01    | Ross Antony          | Sänger, Musicaldarsteller, ehemaliges Mitglied der Band Bro’Sis                         |
| 02    | Michaela Schaffrath  | Schauspielerin, ehemalige Pornodarstellerin als Gina Wild                               |
| 03    | Bata Illic           | Schlagersänger                                                                          |
| 04    | Isabel Edvardsson    | Profi-Tänzerin bei Let’s Dance                                                          |
| 05    | Eike Immel           | ehemaliger Profi-Fußballtorhüter und Fußballnationalspieler                             |
| 06    | Barbara Herzsprung   | Modedesignerin, ehemalige Ehefrau von Bernd Herzsprung und Mutter von Hannah Herzsprung |
| 017 1 | DJ Tomekk            | Hip-Hop-DJ, Musikproduzent                                                              |
| 028 2 | Björn-Hergen Schimpf | Moderator                                                                               |
| 09    | Julia Biedermann     | Schauspielerin                                                                          |
| 110 3 | Lisa Bund            | Sängerin, Kandidatin bei Deutschland sucht den Superstar                                |

## Abstimmungsergebnisse
Die Abstimmungsergebnisse dieser Staffel wurden nicht veröffentlicht.

## Dschungelprüfungen
Von den 144 Rationen bzw. Sterne erspielten die Kandidaten insgesamt 86 Rationen bzw. Sterne. Somit wurden 59,72 % aller Rationen bzw. Sterne erspielt. Zum ersten Mal in der Geschichte der Show wurde eine Prüfung verweigert.
| Dschungelprüfungen der dritten Staffel | Dschungelprüfungen der dritten Staffel                               | Dschungelprüfungen der dritten Staffel  | Dschungelprüfungen der dritten Staffel |
| Datum                                  | Kandidat(en)                                                         | Prüfung                                 | Erspielte Rationen (Sterne) |
| -------------------------------------- | -------------------------------------------------------------------- | --------------------------------------- | --- |
| 11. Januar 2008                        | DJ Tomekk                                                            | „Land unter“                            | Sternsymbol · Sternsymbol · Sternsymbol · Sternsymbol · Sternsymbol · Sternsymbol · Sternsymbol · Sternsymbol · Sternsymbol · Sternsymbol |
| 12. Januar 2008                        | Lisa Bund                                                            | „Dschungelbar“                          | Sternsymbol · Sternsymbol · Sternsymbol · Sternsymbol · Sternsymbol · Sternsymbol · Sternsymbol · Sternsymbol · Sternsymbol · Sternsymbol |
| 13. Januar 2008                        | Ross Antony Isabel Edvardsson                                        | „Zum Anbeißen“                          | Sternsymbol · Sternsymbol · Sternsymbol · Sternsymbol · Sternsymbol · Sternsymbol · Sternsymbol · Sternsymbol · Sternsymbol · Sternsymbol |
| 14. Januar 2008                        | Ross Antony                                                          | „Arche Noah“                            | Sternsymbol · Sternsymbol · Sternsymbol · Sternsymbol · Sternsymbol · Sternsymbol · Sternsymbol · Sternsymbol · Sternsymbol · Sternsymbol |
| 15. Januar 2008                        | Barbara Herzsprung Björn-Hergen Schimpf                              | „Zug des Schreckens“                    | · (Herzsprung , Schimpf ) |
| 16. Januar 2008                        | Eike Immel                                                           | „Terrortunnel“                          | Sternsymbol · Sternsymbol · Sternsymbol · Sternsymbol · Sternsymbol · Sternsymbol · Sternsymbol · Sternsymbol · Sternsymbol · Sternsymbol |
| 17. Januar 2008                        | DJ Tomekk                                                            | „Höllentour“                            | Sternsymbol · Sternsymbol · Sternsymbol · Sternsymbol · Sternsymbol · Sternsymbol · Sternsymbol · Sternsymbol · Sternsymbol · Sternsymbol |
| 18. Januar 2008                        | Isabel Edvardsson                                                    | „Dschungel-Wellness“                    | Sternsymbol · Sternsymbol · Sternsymbol · Sternsymbol · Sternsymbol · Sternsymbol · Sternsymbol · Sternsymbol · Sternsymbol · Sternsymbol |
| 19. Januar 2008                        | Julia Biedermann                                                     | „Kakerlakensarg“                        | · (Prüfung nicht angetreten) |
| 20. Januar 2008                        | DJ Tomekk Isabel Edvardsson Michaela Schaffrath Björn-Hergen Schimpf | „Höllischer Hurrikan“                   | Sternsymbol · Sternsymbol · Sternsymbol · Sternsymbol · Sternsymbol · Sternsymbol · Sternsymbol · Sternsymbol · Sternsymbol               |
| 21. Januar 2008                        | Bata Illic                                                           | „Tempel des Grauens“                    | Sternsymbol · Sternsymbol · Sternsymbol · Sternsymbol · Sternsymbol · Sternsymbol · Sternsymbol · Sternsymbol                             |
| 22. Januar 2008                        | Ross Antony Barbara Herzsprung Michaela Schaffrath                   | „Auf die Folter gespannt“               | Sternsymbol · Sternsymbol · Sternsymbol · Sternsymbol · Sternsymbol · Sternsymbol · Sternsymbol                                           |
| 23. Januar 2008                        | Eike Immel                                                           | „Ruhe sanft“                            | Sternsymbol · Sternsymbol · Sternsymbol · Sternsymbol · Sternsymbol · Sternsymbol                                                         |
| 24. Januar 2008                        | Isabel Edvardsson Michaela Schaffrath                                | „Highway to Hell“                       | Sternsymbol · Sternsymbol · Sternsymbol · Sternsymbol · Sternsymbol                                                                       |
| 25. Januar 2008                        | Ross Antony                                                          | „Von der Rolle“                         | Sternsymbol · Sternsymbol · Sternsymbol · Sternsymbol                                                                                     |
| 26. Januar 2008                        | Michaela Schaffrath                                                  | „40.000 auf einen Streich“ (Kampfgeist) | Sternsymbol · Sternsymbol · Sternsymbol · Sternsymbol · Sternsymbol                                                                       |
| 26. Januar 2008                        | Bata Illic                                                           | „Abenteuer Australien“ (Abenteuerlust)  | Sternsymbol · Sternsymbol · Sternsymbol · Sternsymbol · Sternsymbol                                                                       |
| 26. Januar 2008                        | Ross Antony                                                          | „Menue Surprise“ (Siegeswille)          | Sternsymbol · Sternsymbol · Sternsymbol · Sternsymbol · Sternsymbol                                                                       |

## Einschaltquoten
| Episode | Datum                    | Zuschauer | Zuschauer       | Marktanteil | Marktanteil     | Quellen |
| Episode | Datum                    | Gesamt    | 14 bis 49 Jahre | Marktanteil | Marktanteil     | Quellen |
| Episode | Datum                    | Gesamt    | 14 bis 49 Jahre | Gesamt      | 14 bis 49 Jahre | Quellen |
| ------- | ------------------------ | --------- | --------------- | ----------- | --------------- | ------- |
| 1       | 11. Januar 2008          | 4,59 Mio. | 3,11 Mio.       | 22,6 %      | 33,6 %          | [ 10 ]  |
| 2       | 12. Januar 2008          | –         | ~ 3,0 Mio.      | –           | 26,9 %          | [ 11 ]  |
| 3       | 13. Januar 2008          | 3,66 Mio. | 2,54 Mio.       | –           | 24,2 %          | [ 11 ]  |
| 4       | 14. Januar 2008          | 4,84 Mio. | 3,07 Mio.       | 21,4 %      | 30,4 %          | [ 12 ]  |
| 5       | 15. Januar 2008          | 4,75 Mio. | 3,24 Mio.       | 21,5 %      | 32,0 %          | [ 13 ]  |
| 6       | 16. Januar 2008          | 5,01 Mio. | 3,37 Mio.       | –           | 33,6 %          | [ 14 ]  |
| 8       | 18. Januar 2008          | 4,68 Mio. | –               | 21,8 %      | 31,4 %          | [ 15 ]  |
| 9       | 19. Januar 2008          | –         | 2,57 Mio.       | –           | 26,4 %          | [ 16 ]  |
| 10      | 20. Januar 2008          | 4,88 Mio. | 3,24 Mio.       | –           | 31,2 %          | [ 17 ]  |
| 11      | 21. Januar 2008          | –         | 3,25 Mio.       | –           | 30,9 %          | [ 18 ]  |
| 12      | 22. Januar 2008          | 5,36 Mio. | 3,76 Mio.       | 21,9 %      | 36,3 %          | [ 19 ]  |
| 13      | 23. Januar 2008          | 5,30 Mio. | –               | –           | 34,7 %          | [ 20 ]  |
| 16      | 26. Januar 2008 (Finale) | –         | 4,38 Mio.       | –           | 36,0 %          | [ 21 ]  |

Die dritte Staffel wurde im Durchschnitt von 4,86 Millionen Zuschauern verfolgt. Damit konnte die Show beim Gesamtpublikum 21,0 Prozent Marktanteil erreichen. In der Gruppe der 14- bis 49-Jährigen sahen 3,25 Millionen Menschen zu. Hier wurde ein überdurchschnittlicher Marktanteil von 31,8 Prozent ermittelt.
Das Finale der dritten Staffel wurde parallel zu der ZDF-Show „Wetten, dass..?“ ausgestrahlt. Trotz der starken Konkurrenz konnte die letzte Ausgabe der Staffel 6,44 Millionen Menschen insgesamt und 4,38 Millionen werberelevante Zuschauer (36 Prozent Marktanteil) erreichen. Damit stellte die 16. Folge den Staffelrekord auf.

## Zusätzliche Sendungen im TV
- 12. bis 26. Januar 2008, jeweils samstags und sonntags: Ich bin ein Star – Holt mich hier raus! – Spezial mit Leonard Diepenbrock (RTL)[17]
- 2. Februar 2008: Ich bin ein Star – Holt mich hier raus! – Das große Wiedersehen mit Frauke Ludowig (RTL)